# Caniana (famiglia)
I Caniana, a volte indicati come Cagnana e Caniani, sono stati un'importante famiglia bergamasca di architetti nonché scultori e intarsiatori del legno, originaria di Romano di Lombardia attiva dal 1650 al 1860, diventando una delle più importanti e proficue dell'Italia settentrionale. Il più conosciuto fu Gian Battista per le sue collaborazioni con Andrea Fantoni.

## Personaggi

### Giacomo Antonio
Capostipite della famiglia citato da Francesco Tassi come un "fu eccellente falegname di quadratura". Poche sono le sue notizie anagrafiche. Fu sposato con Caterina Vicinelli che gli diede tre figli maschi: Francesco, Giacomo Antonio, e Giovanni Battista. Sarebbe morto tra il 1685 e il 1690, come risulterebbe dagli studi effettuati sul figlio Giovanni Battista.

### Giovan Battista  (8 maggio 1671 – 5 maggio 1754)

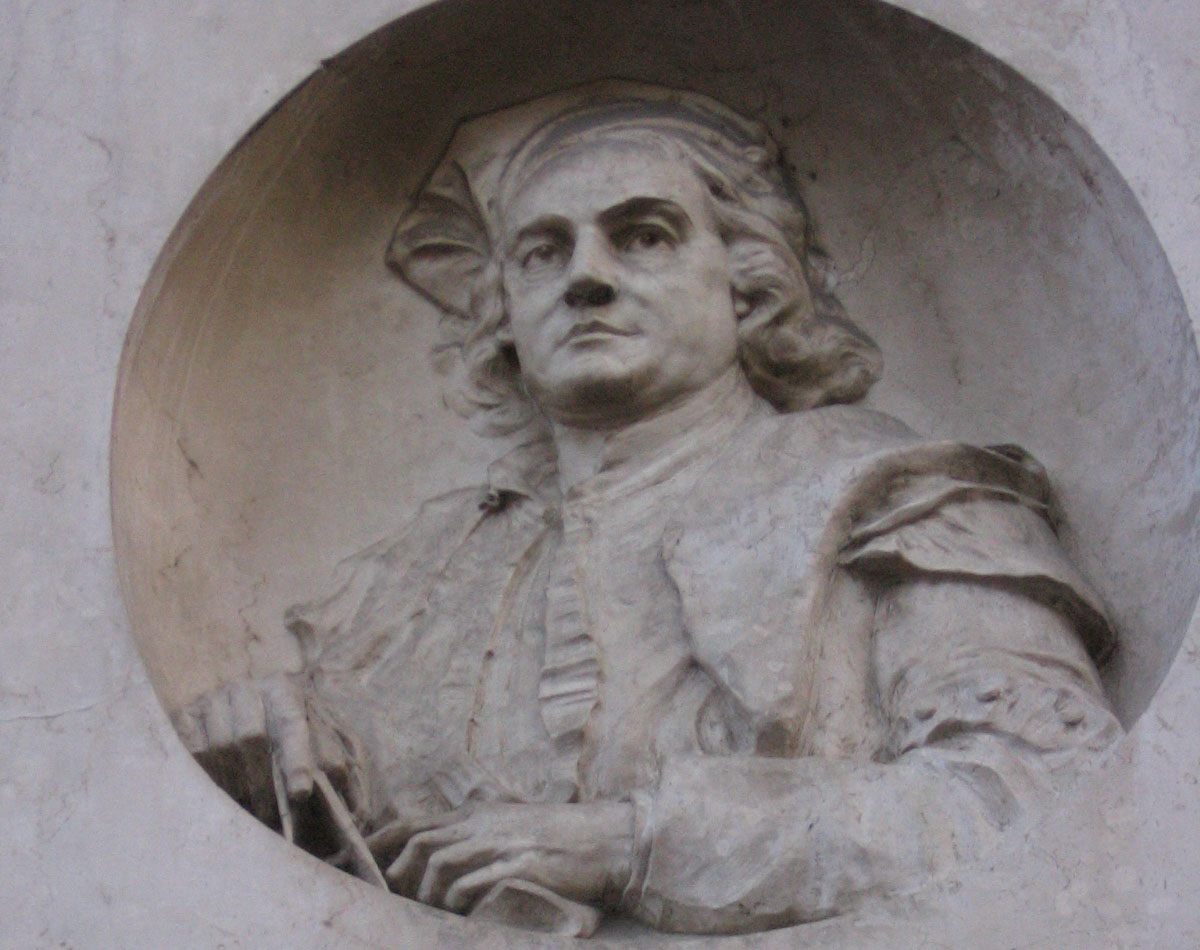
Giovan Battista Caniana

Nato a Romano di Lombardia  figlio di Giacomo Antonio e  Caterina Vicinelli da Cividate, rimase orfano di padre in tenera età, e mandato dalla madre a Venezia per approfondire gli studi artistici, trovandosi a lavorare presso la bottega di Andrea Brustolon nonché avendo i primi apprendimenti sul disegno architettonico dall'architetto Baldassare Longhena. Tornato in terra bergamasca si trasferì ad Alzano Lombardo dove, in collaborazione con lo scultore Andrea Fantoni realizzò le opere conservate nelle sagrestie. La scritta Fratrum de Canianis opus anno Domini 1692 indicherebbe la collaborazione anche dei suoi due fratelli Numerosi sono i suoi progetti per le chiese bergamasche.
Sposò una certa Brigida che gli diede otto figli, tre dei quali proseguirono l'attività paterna. Sono molte le sue opere,  e molte furono quelle eseguite con i figli e altri eredi.

### Caterina Caniana  (18 dicembre 1697 - 9 aprile 1784)
Figlia di Giovan Battista, dedicò i primi anni all'arte del ricamo acquisendo un ottimo livello manuale. Un incidente domestico le fece perdere la vista obbligandola a non eseguire più lavori di ricamo ma intraprendendo l'attività dell'intaglio, che necessitava maggiormente il senso del tatto, collaborando in maniera attiva con il padre e il fratello Giuseppe. Scrisse un'autobiografia, conservata per molti anni ad Alzano Lombardo ma poi purtroppo andata perduta. Di lei rimane un ritratto conservato nella pinacoteca di Alzano dove è raffigurata in tarda età con in mano lo sportello di un tabernacolo intagliato. Il dipinto riporta l'epigrafe: "Catharina Caniani Alzani pietate / ac ingenio clara obiit an. MDCCLXXXIV".  Sulla sua tomba fu inserita la scritta. "Hic Catharina Caniana stirpe creata / quam dedit vivens mortua poscit opem / ob. anno sal. MDCCLXXXIV / aetatis suae 87".

### Giuseppe Caniana (1709 - ...)
Figlio primogenito di Giovan Battista, ed erede della bottega paterna nel 1754, ma non fu mai alla sua altezza artistica. La sua collaborazione prima nella bottega del padre proseguì poi con la sorella Caterina, numerose sono infatti le opere che li vedono insieme, e poi con i figli. Fu anche architetto e pittore, nonché buon cesellatore. Anche di lui venne fanno il ritratto che si trova con quello della sorella nella pinacoteca di Alzano Lombardo dove è posta la scritta:Caniani Ioseph / Alzani / arte caelaturae / praeclarus / ob (iit) 14 Xb 1761 / an. 57. Alla sua morte fu sepolto con il padre nella chiesa di San Michele di Alzano.

Suo è il progetto della facciata della chiesa di San Nicolò, con il figlio Giacomo, nonché il coro eseguito con Giovanni Antonio Sanz, nel 1758.

### Martino Bonifacio Caniana (13 settembre 1712 - 14 agosto 1775)
Secondogenito di Giovan Battista, secondo il Tassi si dedicò alla vita ecclesiastica, anche se sempre secondo il Tassi  "non per questo ha abbandonato l'amore e il buon intendimento al disegno e all'architettura" ma non vi è corrispondenza di sue commissioni e opere.

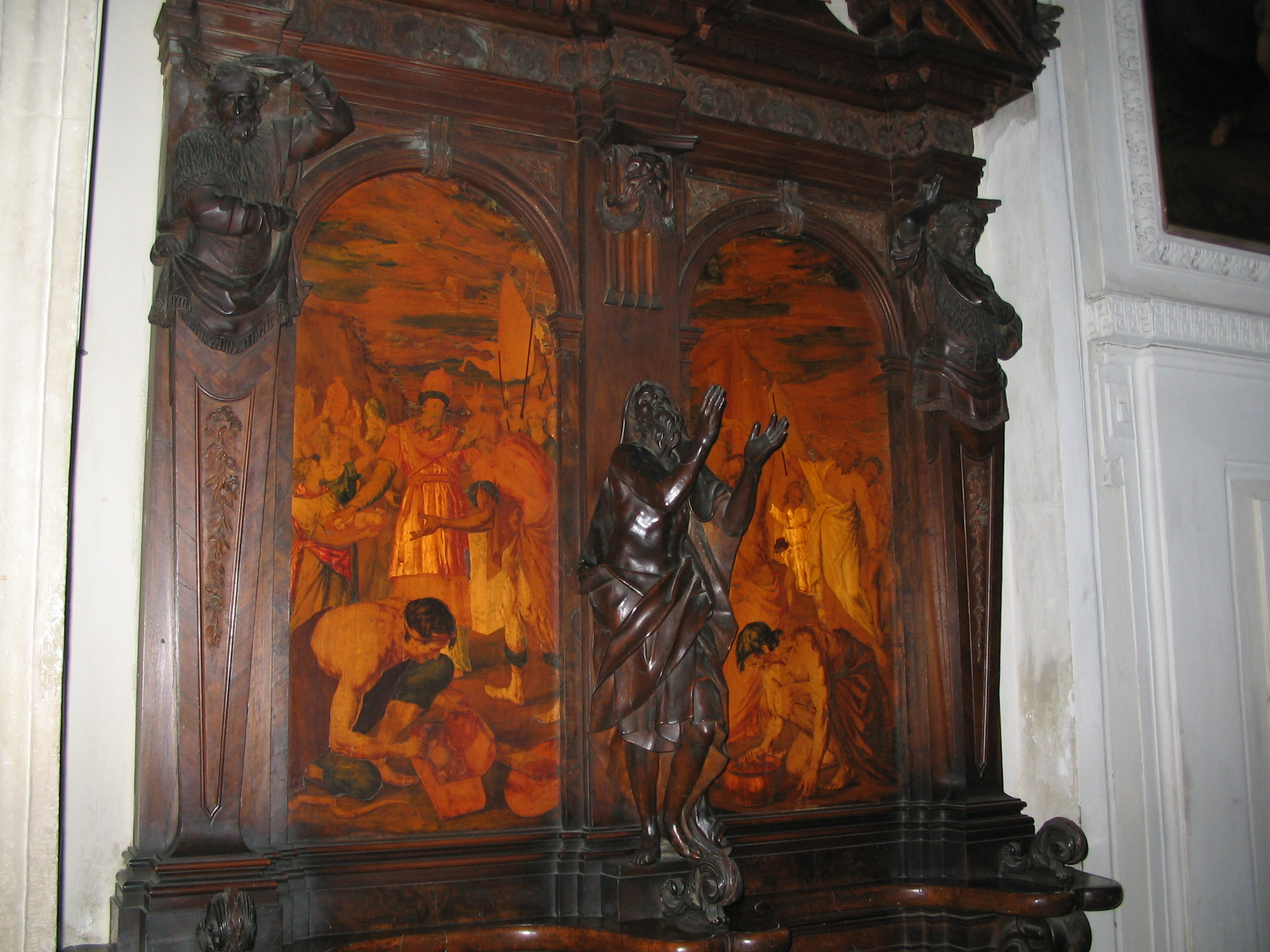
Gli intarsi di Giacomo Martino Caniana nella Cappella Colleoni

### Giacomo Martino Caniana (11 novembre 1750 - 14 aprile 1802)
Giacomo Martino era figlio di Giuseppe e di Francesca Olivieri. Si dedicò alla pittura seguendo le lezioni di Giovanni Raggi  e successivamente a Milano alla scuola di Carlo Maria Giudici con Andrea Appiani. Divenne intarsiatore e restauratore. Fece modifiche sostanziali alla facciata della parrocchia di Zanica in precedenza progettata dal padre, nonché la realizzazione del progetto per il coro e l'altare della chiesa dove vi erano i lavori lignei d'intarsio dei Fantoni. Sue sono le tarsie della Cappella Colleoni di Bergamo. Importanti furono i suoi lavori di restauro del 1789 di due tarsie della chiesa di Santa Maria Maggiore Uccisione di Ammone  e  Sacrificio di Melchisedech.